# High-speed circuit-switched data
High-speed circuit-switched data (HSCSD of ook wel high-SCSD) is een doorontwikkeling van circuit switched data (CSD), het datatransmissiesysteem voor gsm-communicatie.
Deze uitbreiding wordt niet gebruikt voor spraak, maar voor het versturen van data zoals voor mobiele internettoegang of WAP.
Met deze techniek kan de datasnelheid ten opzichte van GSM ongeveer verdubbelen tot 28,2 kbit/s, waarbij de data in symmetrische stromen wordt verzonden (in twee binnenkomende en twee uitgaande timeslots). Bij het gebruik van compressie en filters kan de snelheid oplopen tot 57,6 kbit/s. Als het maximale aantal van acht timeslots wordt gebruikt, kan de verbinding 115 kbit/s halen. Het hangt van de telecom-operator af of er daadwerkelijk acht timeslots gebruikt mogen worden.
Alle genoemde haalbare snelheden zijn afhankelijk van de kwaliteit van de radioverbinding.
HSCSD is voor telecom-operators relatief eenvoudig aan te bieden omdat het gebaseerd is op GSM-technologie. Hierdoor hoeft alleen de software vervangen te worden, en niet alle gsm-hardware. Deze techniek wordt echter niet veel toegepast. Het aantal telefoons dat geschikt is voor HSCSD is ook niet erg groot.
In tegenstelling tot GPRS en UMTS wordt er bij HSCSD meestal afgerekend op basis van tijd.
HSCSD heeft terrein verloren van de nieuwere datatransmissietechnieken van GPRS en UMTS.